# Valle Lomellina
Valle Lomellina ist eine norditalienische Gemeinde (comune) mit 2123 Einwohnern (Stand 31. Dezember 2023)  in der Provinz Pavia in der Lombardei. Die Gemeinde liegt etwa 37 Kilometer westsüdwestlich von Pavia in der Lomellina.

## Verkehr
Durch Valle Lomellina führt die ehemalige Staatsstraße 494 von Mailand nach Alessandria. Der Bahnhof von Valle Lomellina liegt an der Bahnstrecke Alessandria–Novara–Arona.

## Gemeindepartnerschaft
Valle Lomellina unterhält seit 1998 eine Partnerschaft mit der französischen Gemeinde Fourques im Département Gard.